# NGC 5437
NGC 5437 је спирална галаксија у сазвежђу Волар која се налази на NGC листи објеката дубоког неба.
Деклинација објекта је + 9° 31' 25" а ректасцензија 14h 3m 47,3s. Привидна величина (магнитуда) објекта NGC 5437 износи 14,3 а фотографска магнитуда 15,1. NGC 5437 је још познат и под ознакама IC 4365, MCG 2-36-28, CGCG 74-74, PGC 50113.